# Трайндер, Оливер
Оливер Джеффри Трайндер (англ. Oliver Geoffrey Trinder, 3 октября 1907 — 12 февраля 1981) — британский фехтовальщик, призёр чемпионата мира.

## Биография
Родился в 1907 году в Дартфорде. В 1933 году стал обладателем бронзовой медали Международного первенства по фехтованию в Будапеште (в 1937 году Международная федерация фехтования задним числом признала чемпионатами мира все прошедшие ранее Международные первенства по фехтованию). В 1936 году принял участие в Олимпийских играх в Берлине, но неудачно.